# Federico Pedrocchi
Federico Pedrocchi (* 1. Mai 1907 in Buenos Aires, Argentinien; † 20. Januar 1945 in Italien) war ein italienischer Comicautor.

## Leben und Werk
Pedrocchi wurde in Argentinien als Sohn italienischer Eltern geboren. Seine Eltern kehrten mit ihm im Jahr 1912 nach Italien zurück. Ein aufgenommenes Studium brach Pedrocchi im Jahr 1929 ab, als sein Vater starb. Im Jahr 1930 eröffnete Pedrocchi sein eigenes Werbestudio, nachdem er zuvor Leiter der Werbeabteilung eines produzierenden Unternehmens war. Mit seinem Studio arbeitete er unter anderem mit Corriere dei Piccoli und Domenica del Corriere zusammen. Seinen ersten Comic, der in der Kolonialzeit spielende und von Kurt Caesar gezeichnete I due tamburini, der in I tre porcellini veröffentlicht wurde, schrieb er 1935. In der Folgezeit lieferte er in Zusammenarbeit mit Cesare Zavattini die Texte für die von Giovanni Scolari gezeichnete Science-Fiction-Serie Saturno contro la Terra. Zusammen mit dem Zeichner Walter Molino setzte Pedrocchi die von Rino Albertarelli konzipierte Western-Serie Kit Carson fort. Bereits im Jahr 1937 ersann für das vom Verlagshaus Mondadori herausgegebene Magazin Paperino längere humoristische Donald-Duck-Abenteuergeschichten. Von 1939 bis zu seiner Einberufung im Jahr 1942 war er künstlerischer Leiter der Comic-Abteilung von Mondadori. Pedrocchi wurde nach seiner Entlassung aus der Armee Ende des Jahres 1943 Redaktionsleiter der Zeitschrift Il Carroccio. Er starb während einer Zugfahrt durch einen Luftangriff der Royal Air Force.